# Faaborg
Faaborg – miasto w Danii, na wyspie Fionia, w gminie Faaborg-Midtfyn. W 2010 r. miasto to zamieszkiwało 7 217 osób.